# Hirvensalo
Hirvensalo  is het grootste eiland in de archipel van Turku en is opgedeeld in 3 districten. Het behoorde tot de gemeente Maaria totdat het in 1944 werd geannexeerd door de stad Turku. De Finse kunstenaar Waino Aaltonen komt uit Hirvensalo. Ook bevindt de Oecumenische Sint-Hendriks Kunstkapel op het eiland.